# Porsche 924
A Porsche 924 a Porsche AG által Neckarsulmban, Németországban, 1976 és 1988 között gyártott luxus sportautó. A kétajtós 2+2 üléses kupé a belépő szintű 914-est váltotta a modellpalettán. A 924-es volt az első orrmotoros, vízhűtéses Porsche. Az orrmotoros, hátsókerék-hajtású elrendezés egyáltalán nem szokatlan más gyártóknál, de a Porsche korábban kizárólag far-, illetve középmotoros sportkocsikat készített. A Porsche az addig kizárólagosan használt léghűtéses, boxer-elrendezés helyett soros, vízhűtéses, négyhengeres motort alkalmazott az új típusban. Ezen kívül a 924-es volt az első Porsche, amelyet teljesen automatikus sebességváltóval is lehetett rendelni.
Az első hivatalos megjelenése 1975 novemberében, a franciaországi La Grande-Motte-ban, Camargue-ban megrendezett sajtótájékoztatón volt. A modell rendkívül sikeres lett, a 150 684 darab legyártott példány kisegítette a Porschét egy nagyon komoly pénzügyi válságból, és ez anyagi téren lehetőséget teremtett a 944-es utódmodell tervezéséhez. A 944-es 1981-es debütálásakor nem váltották le rögtön a 924-est, hanem a 944-es alá pozicionálva, 1986-tól 924 S típusjelzéssel, a 944-es hajtásláncával 1988-ig kapható volt.
A Porsche 924-est a Volkswagen konszernből származó alkatrészei, egységei – úgymint a 2.0 l-es motor – miatt a közelmúltig gyakran nem értékelték teljes értékű Porschénak. Csak a 2010-es évektől kezdték felismerni a gyűjtők, youngtimer és oldtimer rajongók az autó értékeit és ez az emelkedő használt árakban is mérhető. A korábban kritizált tényezők gyakorlatilag előnnyé váltak, az autó nagyon sok alkatrésze kompatibilis más VW, illetve Audi típusokkal, így az alkatrész ellátás problémamentes, ezen kívül az alkatrészárak meg sem közelítik a tisztán Porsche fejlesztésű típusokét. Az autók az Audi AG neckarsulmi gyárában, nagyon jó – a szokásos Porsche – minőségben épültek, az 1980-as modellévtől galvanizált karosszériával, így ezeknél az évjáratú autóknál – amennyiben sérülésmentesek, vagy a gyári technológiának megfelelő eljárással történt a helyreállítás – a korrózió sem jelent problémát. A Porsche kitűnő gyártási minőségére jellemző adat, hogy a valaha gyártott összes Porsche 70%-a a mai napig forgalomban van. Ezeket a tényezőket együttesen figyelembe véve a Porsche 924 manapság kedvező, viszonylag alacsony költségű lehetősége egy klasszikus Porsche birtoklásának.

## A gyártásba kerülés előzményei
1970-ben a Volkswagen és a Porsche megállapodott, hogy a Porsche 914 utódjaként közösen kifejlesztenek egy autót. A cél az volt, hogy olyan gépkocsit tervezzenek, amit költséghatékonyan, nagy tömegben elő lehet állítani. Az előzetes tervek szerint az Audi modellpalettájába illesztették volna be a modellt. A projekt és a prototípus az EA 425 nevet kapta, és 150 millió német márka állt a Porsche rendelkezésére a fejlesztéshez. Mielőtt a munkálatok befejeződtek volna, Toni Schmücker – a Volkswagen AG igazgatótanácsának frissen kinevezett, Rudolf Leidinget váltó elnöke – leállította a projektet. A Volkswagen az 1973-as olajválság miatt nehéz anyagi helyzetbe került, és a túlélésre játszva nem vállalhatta az új modell kifejlesztésének és bevezetésének a kockázatát. Ezen kívül az új vezetés úgy ítélte meg, hogy az autó koncepciója nem illik a Volkswagen márkapalettájába, és inkább a saját fejlesztésű, elsőkerék-hajtású Volkswagen Scirocco fejlesztését szorgalmazták. A Porsche 1975-ben visszavásárolta a szinte teljesen kész konstrukció jogait, és a vezetés úgy határozott, hogy saját márkanéven, a 914-es utódjaként, belépő modellként fogják forgalmazni az autót. Megegyeztek a Volkswagennel, hogy az autót az Audi csőd és bezárás veszélyével fenyegetett neckarsulmi gyárában fogják gyártani. Így a Porsche megoldotta a gyártás kérdését – mivel az összes gyártókapacitás le volt kötve a bevezetés előtt álló 928-as modellre –, a neckarsulmi gyár pedig megmenekült a bezárástól.

## Dizájn

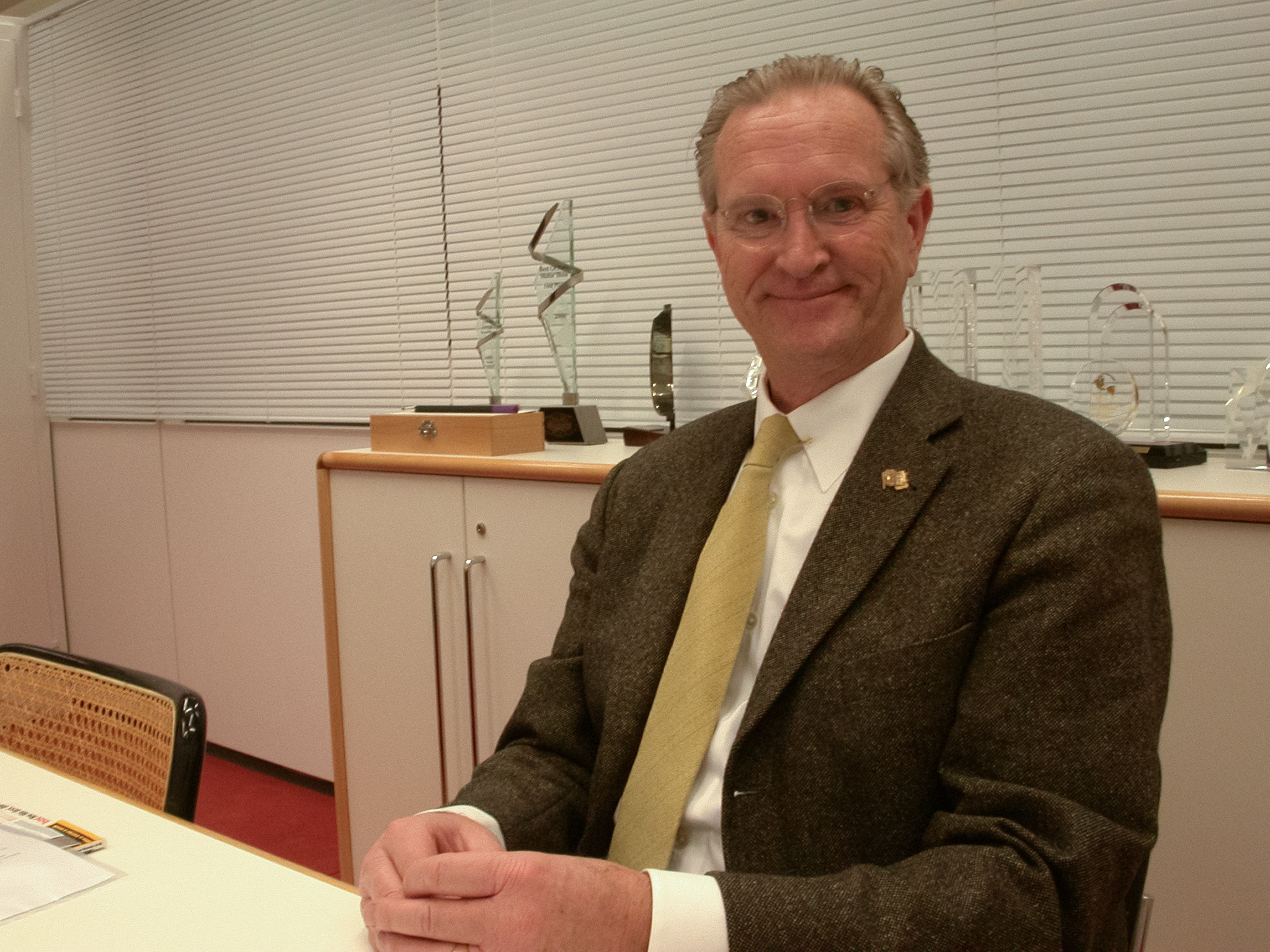
Harm Lagaay 2004-ben a Porsche tervezési központjában

A VW EA425 projekt indulásakor a Porsche Engineering a Volkswagen AG wolfsburgi központjában három tervező – Harm Lagaay, Dawson Sellar és Richard Soderberg –  1:5 méretarányú modelljeit mutatta be. Mindhárom terv a transaxle felépítésen alapult. A Volkswagen igazgatósága a Harm Lagaay által alkotott tervet fogadta el.
Harm Lagaay dizájnja gyökeresen különbözött az addigi Porsche modellektől, az autó orrába szerelt motor egy, a Porsche által addig ismeretlen, új koncepció volt. A motor nagyon lapos szögben fekszik az erősen lejtő motorháztető alatt, az ék alakú orrban rejtett fényszórók kaptak helyet. Ez a kialakítás nagyon alacsony, Cw 0,34-es légellenállási együtthatót eredményezett. A jármű 2+2 üléses kupé, hátul meglehetősen szűk hellyel. A kilincsek, belső kapcsolók mutatják a szoros viszonyt a Volkswagennel. Az autónak sportautóhoz képest viszonylag nagy, 370 literes csomagtere van, ami egy erősen ívelt ablak alatt található – ez az ablak egyben a csomagtérajtó is, ami a Jensen Interceptoréra emlékeztet. Ez a hátsó üvegablak nem szerepelt Lagaay eredeti koncepciójában, hanem Richard Soderberg tervéből vették át a Volkswagen igazgatóságának kérésére. A Jensenén kívül más autók stílusjegyei is felfedezhetők az autón, ilyen például az 1970-es Honda 600 coupe hátsó oldalablaka.
A belső teret Hans Braun tervezte.
A 924-es az alapja a később fejlesztett 944-esnek és 968-asnak.

## Technika
A Porsche 924-esnél alkalmazott transaxle-konstrukció nem volt teljesen új megoldás az autóiparban, bár ebben az időben ritkán alkalmazták az autógyártók. Ez a koncepció már az első világháború előtt is ismert volt, 1908-ban Csonka János is épített ilyet, a Škoda Popularnál is ezt a megoldást alkalmazták 1934-ben, majd később az Alfa Romeo több modelljén is használta ezt az elrendezést. A transaxle-hajtásrendszer semleges viselkedést eredményez a kedvező tömegelosztás miatt. Több alkatrész is a Volkswagen konszerntől származik. A gyártás kezdetekor alkalmazott EA831 típusú, 2.0 l-es, 125 lóerős négyhengeres az Audi 100-ból és a VW LT haszongépjárművekből származott. A négysebességes váltó és a hátsó dobfékek szintén az Audi 100-asból jöttek. A mellső futómű-keresztlengőkarok Volkswagen Golf-származékok, míg a McPherson-gólyalábak és a hátsó keresztlengőkarok a VW Bogár 1302 alkatrészei. Ezeken kívül még sok alkatrész a Volkswagen alkatrészpolcáról származik, így sikerült alacsonyan tartani a az autó árát. A 924-es 1976-os bevezetéskori ára 23 240 német márka volt, míg ugyanekkor a Porsche 911-ért 32 000 német márkát kellett fizetni.

## 924-es típustörténelem 1976-tól 1988-ig

### 924 (1976–1985)
A Porsche 924-est a 914-es utódjaként, a 911-es alá pozicionálva belépőmodellként illesztették be a Porsche kínálatába. A vásárlói célcsoport olyan fiatal családosok voltak, akik nem engedhettek meg maguknak egy 911-est. Az akkori Porsche-vezér Ernst Fuhrmann így nyilatkozott az autóról:
„Újra van valamink fiataloknak és hölgyeknek.”
Az első vízhűtéses Porsche motorja soros elrendezésű, négyhengeres volt Bosch-K-Jetronic benzinbefecskendező-rendszerrel 92 kW-os (125 LE) maximális teljesítménnyel 5800 1/min-on. A saját tömege mindössze 1080 kg volt, ezek a tulajdonságok figyelemreméltó 204 km/h-s végsebességet biztosítottak a sportautónak. A 0–100 km/h-ra gyorsuláshoz 9,6 másodpercre volt szükség. Az átlagfogyasztást 7,7 l/100 km-ben adta meg a gyártó. Alapfelszereltségként 165-HR-14 abroncsokkal 5,5J×14 méretű négycsavaros acél-keréktárcsával szállították, a 6J×14 méretű négycsavaros könnyűfém-keréktárcsa 185/70-HR-14 méretű abroncsokkal felár ellenében volt elérhető. Az útfekvést az extraként rendelhető hátsó stabilizátorral lehetett javítani. A négyfokozatú, kézi kapcsolású nyomatékváltó az Auditól származott.
A belső felszereltség a modell története során meglehetősen kiterjedt volt, számtalan variációval. Az első sportülések a 911-esből származtak és a hátsó ülésekkel együtt szövet-műbőr kombináció borította. A hátsó üléstámlák lehajthatóak, megnövelve ezzel a hasznos rakodóteret. A csomagtérben elhúzható roló kapott helyet. A kétküllős alapkormány helyett felár ellenében kétküllős bőrkormány is rendelhető volt. Háromelemű műszeregység kapott helyet a műszerfalban, a baloldali kerek műszerben visszajelzőlámpák, vízhőfok és üzemanyagszint-jelző szolgáltat információkat, a középső a sebességmérő kilométer- és napi-számlálóval, míg a jobb oldali a fordulatszámmérő. A középkonzolra olajnyomásmérő, analóg kvarcóra és töltésfeszültség-mérő került. Szintén itt található a szivargyújtó, a fékfolyadék alacsony szintjét jelző lámpa, a ködzárófény kapcsolója, illetve azokon a modelleken, amelyek olyan piacon kerültek forgalomba, ahol ez előírás volt, a vezető biztonsági övének bekapcsolására figyelmeztető lámpa. A műszeregység alatt a szellőztetés, illetve fűtés kezelőszervei vannak, alatta pedig egy 1 DIN méretű rádió. A sztereóberendezés három hangszórós volt, egy hangszóró a műszerfal közepén, kettő pedig hátul került beépítésre. Az utasoldalon zárható kesztyűtartót építettek a műszerfalba.
További komfortkiegészítők is rendelhetők voltak, mint például a hátsó ablakmosó-törlő, fényszórómosó, ködfényszóró, vonóhorog. Legkedveltebb extra a kibillenthető és kivehető targatető volt. A tető műanyagból készült, kicsi tömege könnyen kezelhetővé tette, és el lehetett helyezni a csomagtartóban.
1977-től a Porsche a komfortorientált vásárlóknak választható opcióként háromfokozatú automata váltót és légkondicionálót is ajánlott a gépkocsikhoz. A klímaberendezés kezelőszervét a középkonzolon levő hármas óracsoport áttervezésével a középső helyre építették be, az eredetileg itt helyet foglaló kvarcóra jobb oldalra került, a feszültségmérő pedig kikerült a légkondicionálóval szerelt példányokból.
A következő években több jelentős fejlesztést is végrehajtottak a modellen. 1980-tól a karosszériaelemek mindkét oldalát tűzihorganyzással látták el, az ezzel a technológiai eljárással kezelt gépkocsikra a Porsche hat év átrozsdásodás elleni garanciát adott. Két nyomástároló és egy plusz mágnesszelep segítségével megoldották a Bosch K-Jetronic befecskendező-rendszerének indítási problémáit üzemmeleg motor esetében. Szélesebb 6J×14 méretű keréktárcsákkal és 185/70-HR-14 méretű abroncsokkal szállították az autót. Felár ellenében ötfokozatú ZF kézi kapcsolású váltóval is rendelhetővé váltak a gépkocsik. Új, halszálkamintás üléskárpitozás is elérhetővé vált.
1979-től a kínálatot egy erősebb változattal bővítették – megjelent az 1984 cm3-es 125 kW-os (170 LE) Porsche 924 Turbo. A következő modellévnél a 924 Turbo-nál a korábbi négyfokozatú váltót alapfelszereltségként ötfokozatúra cserélték, ezt a váltót aztán kívánságra, felár ellenében elérhetővé tették az atmoszferikus motorral szerelt 924-esekben is. Az 1980-as év a belsőtér elemeiben is változást hozott. A halszálkamintás kárpitozást három új kárpit váltotta fel. A vásárlók választhattak a skótkockás (Schottenkaro), a csíkos (Nadelstreifen) és a sakktáblamintás (Pascha-Dekor) között. A 924 Turbo-t optikailag és technikailag is továbbfejlesztették az alapmodellhez képest, elöl, hátul kanyarstabilizátorral, KONI sport-lengéscsillapítókkal, illetve elöl belsőhűtésű tárcsafékekkel látták el. Ezen kívül 6J×15 méretű négycsavaros ATS könnyűfém-keréktárcsákat, 205/60-HR-15 méretű abroncsokat kapott az autó, a kétküllős kormány helyett pedig háromküllős bőrkormány fokozta a kényelmet. Az egyik leglátványosabb külső elem, a 924 Turbo hátulján felszerelt spoiler volt, ami nem csak optikai pluszt adott, hanem nagy sebességnél nagyobb mértékű leszorítóerőt is produkált. A riasztóberendezés is felkerült a választható extrák listájába.
1981-től a Turbo-ban bemutatott háromküllős kormány alapfelszereltség lett, a Schottenkaro kárpitot pedig felváltotta a mákosmintás (Design Berber). Az első sárvédőkön a korábban extraként kínált oldalsó irányjelzők is az alapfelszereltség részei lettek. A kivehető targatető a korábbi években műanyagból, ettől az évtől pedig acéllemezből készült. Az Audi 100-ból származó hátsó dobfékeket saját fejlesztésű tárcsafék váltotta.
1982-ben megjelent a Porsche 944, ezzel a 924 Turbo forgalmazását – Olaszország kivételével – beszüntették.
1983, '84-ben további kisebb változásokat hajtottak végre a 924-esen, a szívómodellek is megkapták a Turbo hátsó spoilerét, a váltó hátrameneti fokozatát szinkronizálták. A Design Berber kárpitot az úgynevezett Porsche-anyag (az anyagban sűrűn, átlósan Porsche feliratozás van) váltotta, a Nadelstreifen és Pascha-Dekor továbbra is választható volt.
Az 1985-ös év közepére a 924-es modellt az átdolgozott 924 S modellel váltották fel.

### 924 Turbo Typ 931 (1979–1982)
A 924-es eladási számai jól alakultak, de a vevői visszajelzések szerint igény támadt egy erősebb motorral szerelt változatra. A Porsche AG 1979-ben a 924 Turbo – a gyári típuskódja 931 – bevezetésével reagált a keresleti igényre.
A motor a korábbi 1986 cm3-es szívómotor továbbfejlesztése, a Porsche által tervezett új hengerfejjel, félgömb alakú égéstérrel, áthelyezett gyújtógyertya-pozíciókkal. A feltöltést egy maximálisan 0,7 bar nyomású KKK turbófeltöltő biztosítja. A motor teljesítménye a piaci bevezetéskor 125 kW (170 LE) volt, ezzel 225 km/h-s végsebességet és 7,8 másodperces gyorsulást biztosított 0–100 km/h-ra.
A futóművet, a kerékfelfüggesztést és a fékeket a motorteljesítményhez igazították, az alapfelszeltség részét képező kanyarstabilizátorok és KONI lengéscsillapítók tovább fokozták a sportkocsi úttartását.
Optikailag is találhatók különbségek a szívómodellhez képest, legszembetűnőbb az első lámpák közötti négy, négyszögletes levegőbeömlő, illetve a motorháztető jobb oldalán levő, a turbó légellátását segítő beömlő, az úgynevezett NACA-nyílás. Az optimális leszorítóerő érdekében egy jellegzetes poliuretán hátsó spoilert is kapott az autó – ezt később más 924-eseken is alkalmazták. Az alapfelszereltségű 185/70-VR-15 méretű abroncsokkal szerelt 6J×15 méretű ötcsavaros ATS könnyűfém-keréktárcsák helyett felár ellenében 205/55-VR-16 méretű gumikkal szerelt 6J×16 méretű kovácsolt könnyűfém felniket is választhatott a vásárló.
A 924 Turbo választható volt egyszínű unilakkozással vagy felár ellenében metálfényezéssel és szintén felár ellenében kétszínű, a színpaletta bármilyen tetszőleges kombinációja szerinti fényezéssel. A háromküllős bőrkormány, bőrmandzsettás váltókar alapfelszereltség volt, az ülések először Schottenkaro, később Pascha-Dekor kárpitozással készültek. A 924 Turbo alapára a megjelenéskor 40 000 német márka volt.
1981-ben, a gyártás megkezdése után két évvel, a motor sűrítési viszonyát 7,5:1-ről 8,5:1-re növelték, ezzel 130 kW-ra (177 LE) nőtt a motor teljesítménye. Ezzel a végsebesség 230 km/h-ra nőtt.
1982 júniusában leállították a forgalmazását, ugyanis a 944-es megjelenésével házon belüli konkurenciát jelentett volna az új modellnek. Az olasz piac részére még tovább folyt a gyártás, egészen 1984-ig.

### 924 Carrera GT Typ 937 (1981)

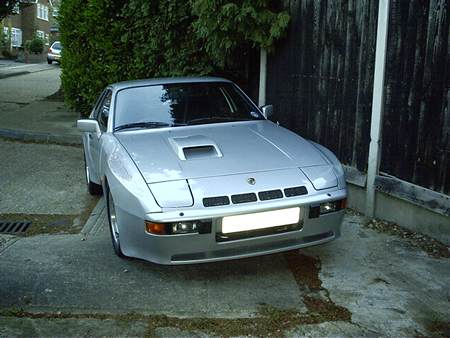
Porsche 924 Carrera GT

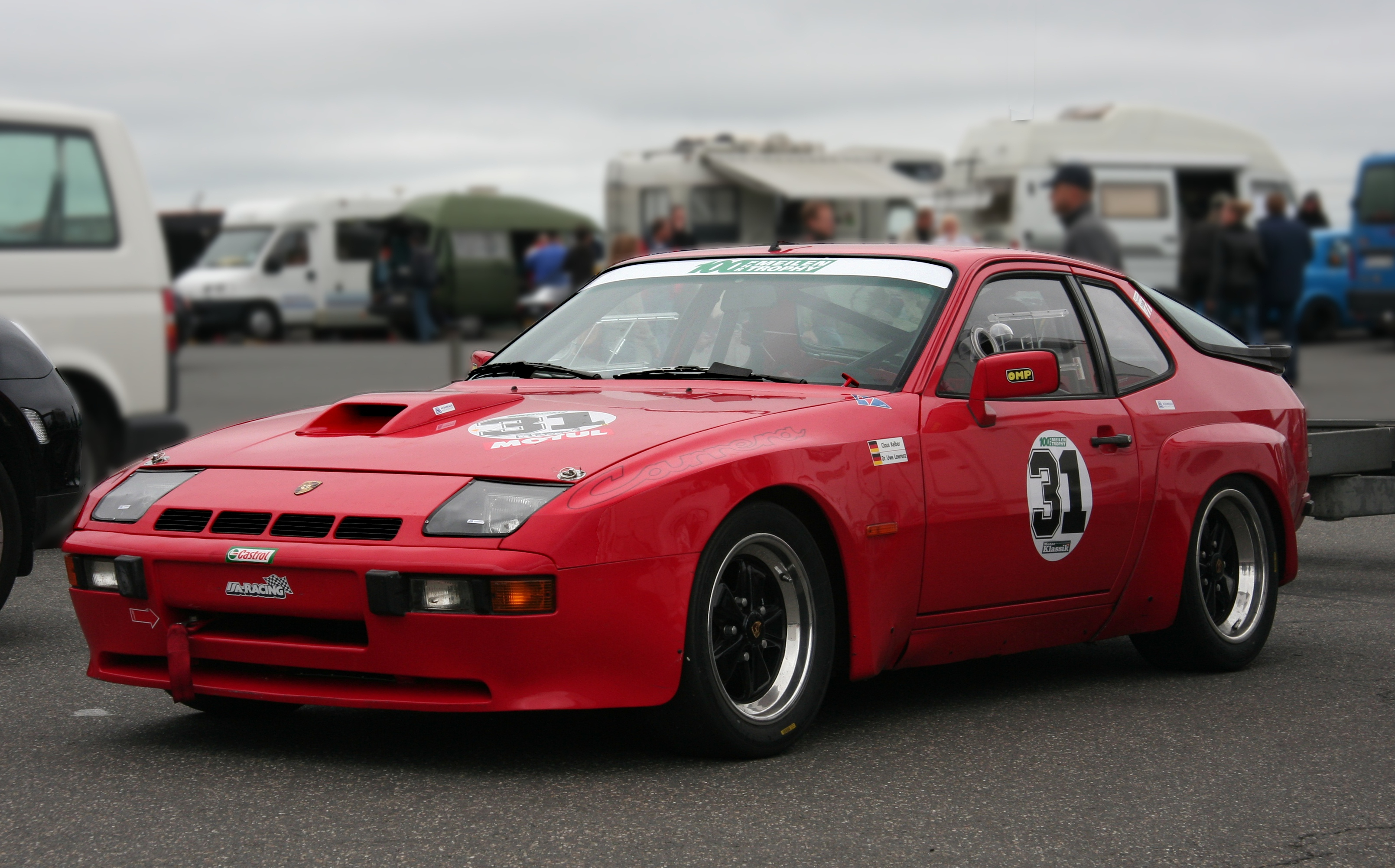
Porsche 924 Carrera GTS

A Porsche 924 Carrera GT-t – gyári kódja 937 – az 1979-es frankfurti autószalonon mutatták be. A teljesítményorientáltság első pillantásra látszik az autón, a sárvédő-szélesítések pedig előrevetítették a jövőbeni 944-es modell formáját. A 2 l-es négyhengeres motor teljesítményét megnövelték, könnyebb, kovácsolt dugattyúkat alkalmaztak, hegyesebb vezérműtengelyt és átdolgozott hengerfejet kapott az autó, a kompresszióviszonyt pedig 7,5:1-ről 8,5:1-re növelték. A KKK turbófeltöltő maximális nyomását 0,75 barra emelték, és egy plusz töltőlevegő-hűtőt is kapott a feltöltőrendszer. Hartig-gyújtást használtak, amivel a megnövekedett teljesítmény ellenére viszonylag alacsony, 9,1 l/100 km-es fogyasztást lehetett elérni. A motor teljesítménye 154 kW (210  LE) volt, ez 240 km/h-s végsebességet, és 0–100 km-re 6,9 másodperces gyorsulást biztosított a sportkocsinak.
Az erősebb motor egy átdolgozott, hozzáillő váltót igényelt, ezen kívül kívánságra sperrdifferenciállal is lehetett rendelni az autót. A tömegcsökkentés érdekében újonnan fejlesztett, alacsony tömegű kipufogórendszert alkalmaztak. A Carrera GT alapfelszereltségként 7J×15 méretű kovácsolt Fuchs keréktárcsákkal, 215/60-VR-15 méretű abroncsokkal volt kapható. Felár ellenében 7J × 16 felnikkel és elöl 205/55-VR-16, hátul 225/50-VR-16 gumikkal is lehetett rendelni. A belsőhűtésű tárcsafékeket a Porsche 911 Turbo 3.3-ról vették át.
A gépkocsi karosszériája elöl és hátul üvegszál erősítésű sárvédő szélesítéseket kapott. Az első sárvédő-szélesítés harmonikus, a későbbi 944-esét vetíti előre, a hátsó azonban drasztikus, a vonalvezetést hirtelen megtörő szögekkel csatlakozik a karosszériához. A motorháztető és a küszöb is üvegszál erősítésű anyagból készült, így sikerült a tömeget 1180 kg-on tartani. A ragasztott szélvédő alkalmazásával a sárvédő-szélesítések ellenére is sikerült a légellenállási együtthatót (cw-t) 0,34-en tartani.
A belső tér nagyjából a 924 Turbo-é, háromküllős bőrkormány, bőr váltógomb, fekete-piros ülés- és ajtókárpitok. Felár ellenében olyan extrák voltak választhatók, mint például a riasztó, az autórádió, elektromos ablakemelők, elektromos külsőtükör-állítás, légkondicionáló berendezés. A sportkocsi alapára körülbelül 60 000 német márka volt.
A Porsche 924 Carrera GT-ből 400 darab készült kizárólag 1981-ben, ebből 200 darabot Németországban értékesítettek. A szigorú emissziós normák miatt az Amerikai Egyesült Államokban nem lehetett forgalmazni. A 400 darab piacra került példányon kívül 6 prototípus is épült.
A 924 Carrera GT volt az alapja az olyan versenyautóknak, mint a Carrera GTS, GTP és GTR, amelyek a Porschénak sok sikert hoztak a versenysportban.

### 924 S (1986–1988)

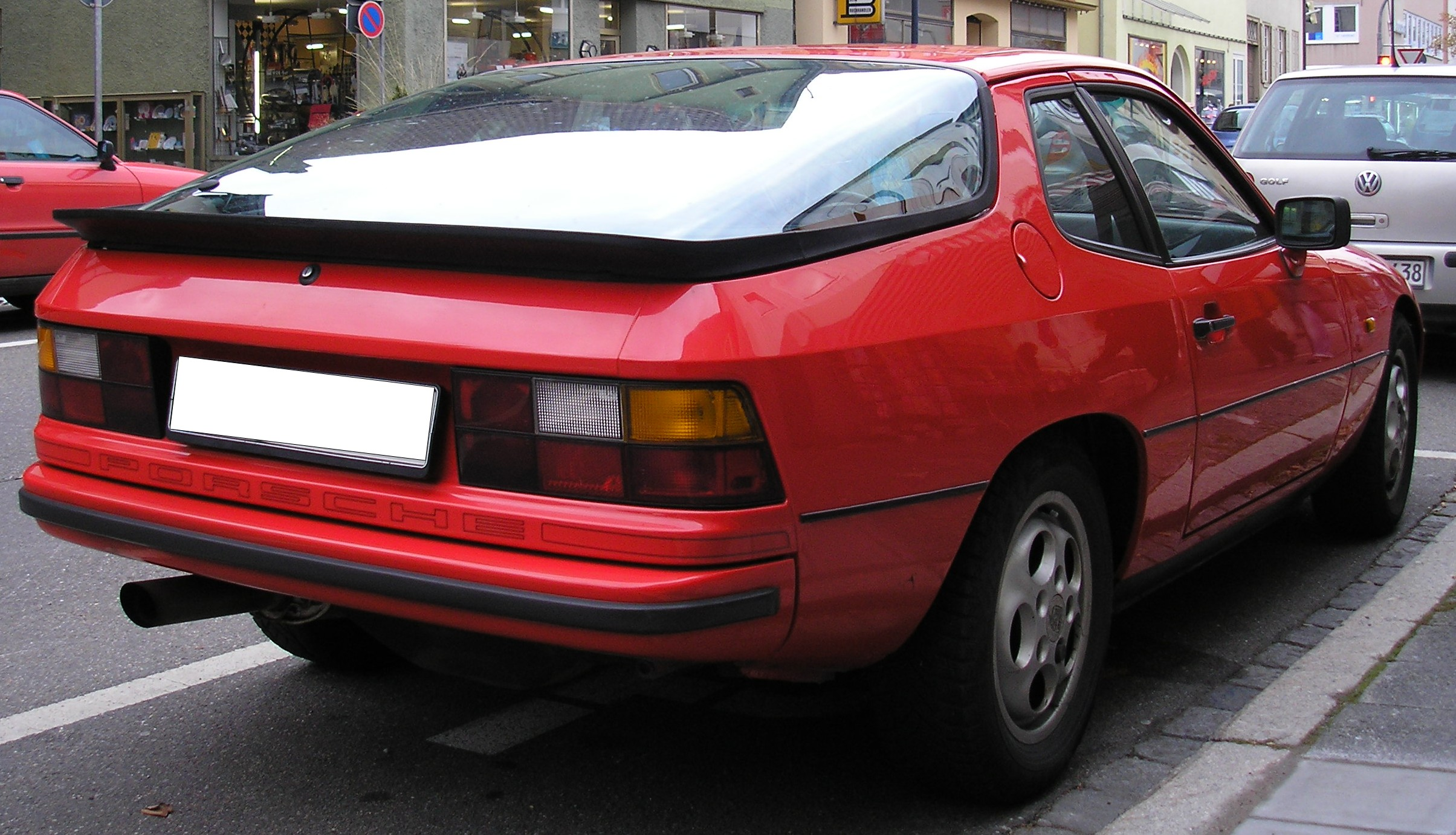
Porsche 924 S – ezeket a típusú kerekeket a köznyelv telefontárcsa-felninek hívja

Az 1986-os modellévre az addig több, mint 130 000-es darabszámban legyártott Porsche 924-es radikális modellfrissítésen esett át, az új modellt Porsche 924 S típusjelzéssel forgalmazták. A fejlesztés szükségességét olyan tényezők idézték elő, mint az Egyesült Államokban egyre szigorított károsanyag-kibocsátási normák – aminek a régi 2 l-es motort egyre nehezebb lett volna megfeleltetni, illetve az Audi is kivonta ezt a motort a típusaiból, így a csökkenő gyártási mennyiség miatt már kevéssé lett volna gazdaságos a gyártása. A Porsche ezért a 944-es 2,5l-es motorját alkalmazta a kompresszióviszonyt 9,7:1-re csökkentve. A sűrítési arány csökkentése az eredetileg 122 kW-os (163 LE-s) motor teljesítményét 110 kW-ra (150 LE) redukálta, amire azért volt szükség, hogy a piacon a drágább 944-es alá lehessen pozicionálni a 924 S-t. Az új motor és az 1190 kg-os saját tömeg 215 km/h-s végsebességet eredményezett az új típusnál, a gyorsulás 0–100 km/h-ra pedig 8,5 másodpercre javult. Alapfelszereltségként ötfokozatú kéziváltóval, felár ellenében háromfokozatú automatával is rendelhető volt. A futómű és a fékek – némileg módosítva – a 944-esről jöttek, a karosszérián szembetűnő változtatást nem hajtottak végre. A leglátványosabb új külső jegyet a 6J×15 méretű, úgynevezett „telefontárcsa-dizájn” könnyűfém keréktárcsák hozták 195/65-VR-15 méretű abroncsokkal. A belsőt változtatás nélkül vették át a 924-esből. 1986-ban a 924 S új ára 41 950 német márka volt. Az 1988-as évben – röviddel a gyártás befejezése előtt – az erőforrás teljesítményét 118 kW-ra (160 LE-re), a maximális forgatónyomatékot 190-ról 210 Nm-re emelték.
1988. augusztus 1-jén jött le az utolsó darab a gyártósorról – ezzel befejeződött a Porsche 924-es 1976-tól történő gyártása.

### Gyártási darabszámok
A Porsche 924-esből az 1976-tól 1988-ig tartó tizenkét éves gyártási periódus alatt összesen 150 971 készült.
| Év        | 1976   | 1977   | 1978   | 1979   | 1980   | 1981   | 1982                       | 1983                       | 1984 | 1985 | 1986 | 1987 | 1988 |
| --------- | ------ | ------ | ------ | ------ | ------ | ------ | -------------------------- | -------------------------- | ---- | ---- | ---- | ---- | ---- |
| 924       | 19 168 | 21 956 | 22 068 | 15 690 | 11 908 | 14 183 | 5955                       | 5887                       | 3170 | 2319 |      |      |      |
| 924 Turbo |        |        | 86     | 5023   | 3044   | 3578   | 444 (csak az olasz piacra) | 210 (csak az olasz piacra) |      |      |      |      |      |
| 924 S     |        |        |        |        |        |        |                            |                            |      | 1689 | 6844 | 6868 | 881  |

## Műszaki adatok
A Porsche 924-es utcai változatait az 1976-tól 1988-ig tartó gyártási periódusa alatt az alábbi technikai paraméterekkel gyártották.
| Porsche 924:                    | 924                                                                             | 924 S (az 1987-es modellévig)                                                   | 924 S (az 1988-as modellévben)                                                  | 924 Turbo Typ 931 (az 1981-es modellévig)                                       | 924 Turbo Typ 931 (az 1981-es modellévtől)                                      | 924 Carrera GT Typ 937                                                          |
| ------------------------------- | ------------------------------------------------------------------------------- | ------------------------------------------------------------------------------- | ------------------------------------------------------------------------------- | ------------------------------------------------------------------------------- | ------------------------------------------------------------------------------- | ------------------------------------------------------------------------------- |
| Motor:                          | 4 hengeres, soros elrendezésű (négyütemű)                                       | 4 hengeres, soros elrendezésű (négyütemű)                                       | 4 hengeres, soros elrendezésű (négyütemű)                                       | 4 hengeres, soros elrendezésű turbófeltöltéssel (négyütemű)                     | 4 hengeres, soros elrendezésű turbófeltöltéssel (négyütemű)                     | 4 hengeres, soros elrendezésű turbófeltöltéssel (négyütemű)                     |
| Lökettérfogat:                  | 1984 cm³                                                                        | 2479 cm³                                                                        | 2479 cm³                                                                        | 1984 cm³                                                                        | 1984 cm³                                                                        | 1984 cm³                                                                        |
| Furat × löket:                  | 86,5 × 84,4 mm                                                                  | 100,0 × 78,9 mm                                                                 | 100,0 × 78,9 mm                                                                 | 86,5 × 84,4 mm                                                                  | 86,5 × 84,4 mm                                                                  | 86,5 × 84,4 mm                                                                  |
| Teljesítmény 1/min-nél:         | 92 kW (125 LE) 5800                                                             | 110 kW (150 LE) 5800                                                            | 118 kW (160 LE) 5900                                                            | 125 kW (170 LE) 5500                                                            | 130 kW (177 LE) 5500                                                            | 154 kW (210 LE) 6000                                                            |
| Max. forgatónyomaték 1/min-nél: | 165 Nm 3500                                                                     | 190 Nm 3000                                                                     | 210 Nm 4500                                                                     | 245 Nm 3500                                                                     | 250 Nm 3500                                                                     | 280 Nm 3500                                                                     |
| Sűrítési arány:                 | 9,3:1                                                                           | 9,7:1                                                                           | 10,2:1                                                                          | 7,5:1                                                                           | 8,5:1                                                                           | 8,5:1                                                                           |
| Vezérlés:                       | 1 darab felülfekvő vezérműtengely (SOHC)                                        | 1 darab felülfekvő vezérműtengely (SOHC)                                        | 1 darab felülfekvő vezérműtengely (SOHC)                                        | 1 darab felülfekvő vezérműtengely (SOHC)                                        | 1 darab felülfekvő vezérműtengely (SOHC)                                        | 1 darab felülfekvő vezérműtengely (SOHC)                                        |
| Hűtés:                          | vízhűtés                                                                        | vízhűtés                                                                        | vízhűtés                                                                        | vízhűtés                                                                        | vízhűtés                                                                        | vízhűtés                                                                        |
| Nyomatékváltómű:                | 4 fokozatú kézi 1980-tól: 5 fokozatú kézi opcióként: 3 fokozatú automata        | 5 fokozatú kézi                                                                 | 5 fokozatú kézi                                                                 | 5 fokozatú kézi                                                                 | 5 fokozatú kézi                                                                 | 5 fokozatú kézi                                                                 |
| Hajtás:                         | hátsókerék-hajtás                                                               | hátsókerék-hajtás                                                               | hátsókerék-hajtás                                                               | hátsókerék-hajtás                                                               | hátsókerék-hajtás                                                               | hátsókerék-hajtás                                                               |
| Fékek:                          | elöl: tárcsafék hátul: dobfék                                                   | elöl, hátul belsőhűtésű tárcsafék                                               | elöl, hátul belsőhűtésű tárcsafék                                               | elöl, hátul belsőhűtésű tárcsafék                                               | elöl, hátul belsőhűtésű tárcsafék                                               | elöl, hátul belsőhűtésű tárcsafék                                               |
| Felfüggesztés elöl:             | McPherson-rugóstag keresztlengőkarral                                           | McPherson-rugóstag keresztlengőkarral                                           | McPherson-rugóstag keresztlengőkarral                                           | McPherson-rugóstag keresztlengőkarral                                           | McPherson-rugóstag keresztlengőkarral                                           | McPherson-rugóstag keresztlengőkarral                                           |
| Felfüggesztés hátul:            | keresztlengőkaros, torziós rugóval, teleszkóp-lengéscsillapítóval               | keresztlengőkaros, torziós rugóval, teleszkóp-lengéscsillapítóval               | keresztlengőkaros, torziós rugóval, teleszkóp-lengéscsillapítóval               | keresztlengőkaros, torziós rugóval, teleszkóp-lengéscsillapítóval               | keresztlengőkaros, torziós rugóval, teleszkóp-lengéscsillapítóval               | keresztlengőkaros, torziós rugóval, teleszkóp-lengéscsillapítóval               |
| Karosszéria:                    | önhordó acélkarosszéria Carrera GT: elöl és hátul műanyag sárvédő szélesítéssel | önhordó acélkarosszéria Carrera GT: elöl és hátul műanyag sárvédő szélesítéssel | önhordó acélkarosszéria Carrera GT: elöl és hátul műanyag sárvédő szélesítéssel | önhordó acélkarosszéria Carrera GT: elöl és hátul műanyag sárvédő szélesítéssel | önhordó acélkarosszéria Carrera GT: elöl és hátul műanyag sárvédő szélesítéssel | önhordó acélkarosszéria Carrera GT: elöl és hátul műanyag sárvédő szélesítéssel |
| Nyomtáv elöl/hátul:             | 1418/1372 mm                                                                    | 1419/1393 mm                                                                    | 1419/1393 mm                                                                    | 1418/1392 mm                                                                    | 1418/1392 mm                                                                    | 1477/1476 mm                                                                    |
| Tengelytáv:                     | 2400 mm                                                                         | 2400 mm                                                                         | 2400 mm                                                                         | 2400 mm                                                                         | 2400 mm                                                                         | 2400 mm                                                                         |
| Gumik/keréktárcsák:             | 165 HR14 5,5J × 14 1978-tól: 185/70 HR14 6J × 14                                | 195/65 VR15 6J × 15                                                             | 195/65 VR15 6J × 15                                                             | 185/70 VR15 6J × 15                                                             | 185/70 VR15 6J × 15                                                             | 215/60 VR15 7J × 15                                                             |
| Méretek H × Sz × M:             | 4213 × 1685 × 1270 mm                                                           | 4213 × 1685 × 1270 mm                                                           | 4213 × 1685 × 1270 mm                                                           | 4213 × 1685 × 1270 mm                                                           | 4213 × 1685 × 1275 mm                                                           | 4230 × 1735 × 1270 mm                                                           |
| Üres tömeg (saját tömeg):       | 1080 kg 1978-tól: 1130 kg                                                       | 1190 kg                                                                         | 1190 kg                                                                         | 1180 kg                                                                         | 1180 kg                                                                         | 1180 kg                                                                         |
| Végsebesség:                    | 204 km/h                                                                        | 215 km/h                                                                        | 220 km/h                                                                        | 225 km/h                                                                        | 230 km/h                                                                        | 240 km/h                                                                        |
| Gyorsulás 0–100 km/h:           | 9,6 s                                                                           | 8,5 s                                                                           | 8,2 s                                                                           | 7,8 s                                                                           | 7,7 s                                                                           | 6,9 s                                                                           |

## Színek
A Porsche 924 1976-os bevezetésétől számtalan lakkozás volt választható. Felár ellenében metálfényezés is elérhető volt. A 924 Turbo-t kétszínű fényezéssel is lehetett rendelni, a széria- és metálszínek meghatározott kombinációjával. A színárnyalatokat – a többi gyártóhoz hasonlóan – fantázianevekkel azonosították.

### Porsche 924-es színek
| szériafényezés:                 |                          |                         |                          |                         |                          |                           |
| fekete (1976–1978 és 1983–1984) | Mars-vörös (1976–1978)   | atlaszfehér (1976)      | ralisárga (1976–1978)    | szignálzöld (1976–1978) | gesztenye (1976)         | spanyolzöld (1976)        |
| mokkafekete (1979–1982)         | indiaivörös (1979–1984)  | sarkifehér (1977)       | Mexikó-bézs (1979–1980)  | lila (1979–1980)        | brokátvörös (1977)       | cockney-barna (1978)      |
| Mauritius-kék (1981–1982)       | Vénusz-vörös (1980–1981) | alpesifehér (1978–1984) | Kolorádó-bézs (1981)     | Monaco-kék (1980–1981)  | Malaga-vörös (1978–1980) | ametiszt (1980)           |
| Koppenhága-kék (1983–1984)      | Surda-zöld (1981)        |                         | Pasada-sárga (1983–1984) | Gabon-szürke (1982)     | Gambia-vörös (1982)      | Havanna-barna (1981–1982) |

| metálfényezés:            |                           |                         |                               |                         |                           |                          |
| gyémántszürke (1976–1982) | viperazöld (1976)         | tizianvörös (1976)      | atlantik (1976)               |                         |                           |                          |
|                           | rezedazöld (1977–1978)    | réz (1977–1978)         | Bahama-kék (1977–1978)        | malachitzöld (1977)     |                           |                          |
|                           | dolomitszürke (1979–1980) | kolibrizöld (1978–1979) | petrolkék (1979–1980)         | Minerva-kék (1979–1981) | Indiana-vörös (1979–1981) | Szaturnusz-vörös (1981)  |
| platina (1981–1984)       | meteor (1981–1982)        | ónix (1980–1981)        | fekete (1981–1982)            | világoskék (1982)       | surinam (1982)            | ihasa (1982)             |
| Zermatt-ezüst (1983–1984) | Gemini-szürke (1983–1984) | cobolybarna (1983–1984) | Montenegró-fekete (1983–1984) | zafírkék (1983–1984)    | rubinvörös (1983–1984)    | világosbronz (1983–1984) |

## Korlátozott darabszámú sorozatok
A Porsche 1977 és 1988 között számos korlátozott darabszámú különkiadást készített a 924-es modellből, ezek a darabok a sorozatdarabokhoz képest eltérő felszereltségűek és csak az adott kis szériára jellemző stílusjegyekkel. Némely különkiadású modellt világszerte, míg más modellsorozatokat csak bizonyos piacon forgalmaztak.

### 924 Weltmeisterschaftsmodell (1977)

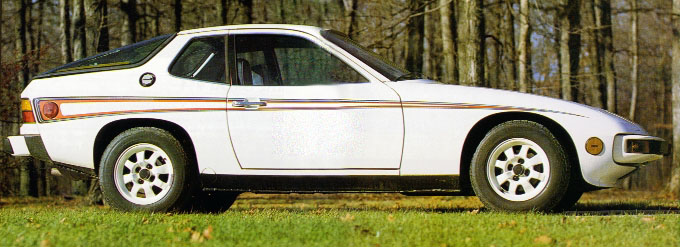
Porsche 924 Martini

Ez a korlátozott darabszámú modell 924 Martini Porscheként vonult be a köztudatba. Az 1976-os sportkocsi világbajnokságon a Porsche kettős győzelmet ért el: az 5-ös osztályban Porsche 935-tel, 6-os osztályban Porsche 936-tal, ennek a sportsikernek a tiszteletére készült ez a sorozat. Az autók fehér színben készültek a gyári Porsche csapatszponzor Martini színeit idéző oldalsó csíkozással, fehérre festett 6J×14 méretű könnyűfém-keréktárcsákkal, 185/70 HR 14 méretű gumikkal, elöl-hátul kanyarstabilizátorral. A belsőt piros szőnyegezés és ugyanilyen piros színű ülésbetét díszítette, illetve a bőrkormány is az alapfelszereltség része volt. A középkonzolon egy fémplakett hirdette a Porsche 1969/1970/1971/1976-os győzelmeit. Szintén alapfelszereltség volt a három hangszórós (egy elöl középen, illetve kettő hátul) sztereóberendezés.
A háromezres darabszámból 2000 darab készült az USA-piacra, ezen kívül pedig további 1000 darabot szállítottak a világ többi részére.
A gyűjtők által az 1980-as 924 Le Mans modell mellett az egyik legkeresettebb modellváltozat.

### 924 Limited Edition (1978 – kizárólag USA-piac)
Ezt a kizárólag az Amerikai Egyesült Államokban forgalmazott különkiadást dolomitszürke fényezéssel, ezüst-fekete díszítő csíkkal lehetett kapni. 6J×14-es könnyűfém-keréktárcsával, 185/70 HR 14 abroncsokkal, elöl, hátul kanyarstabilizátorokkal szállították, a belsőtérben részben bőrkárpitozású sportülések, három hangszórós sztereóberendezés volt. Ködfényszóróval és felár ellenében kivehető targatetővel is kapható volt.
Összesen 1800 darab épült a sorozatból.

### 924 Sebring 79 (1980 – kizárólag USA-piac)

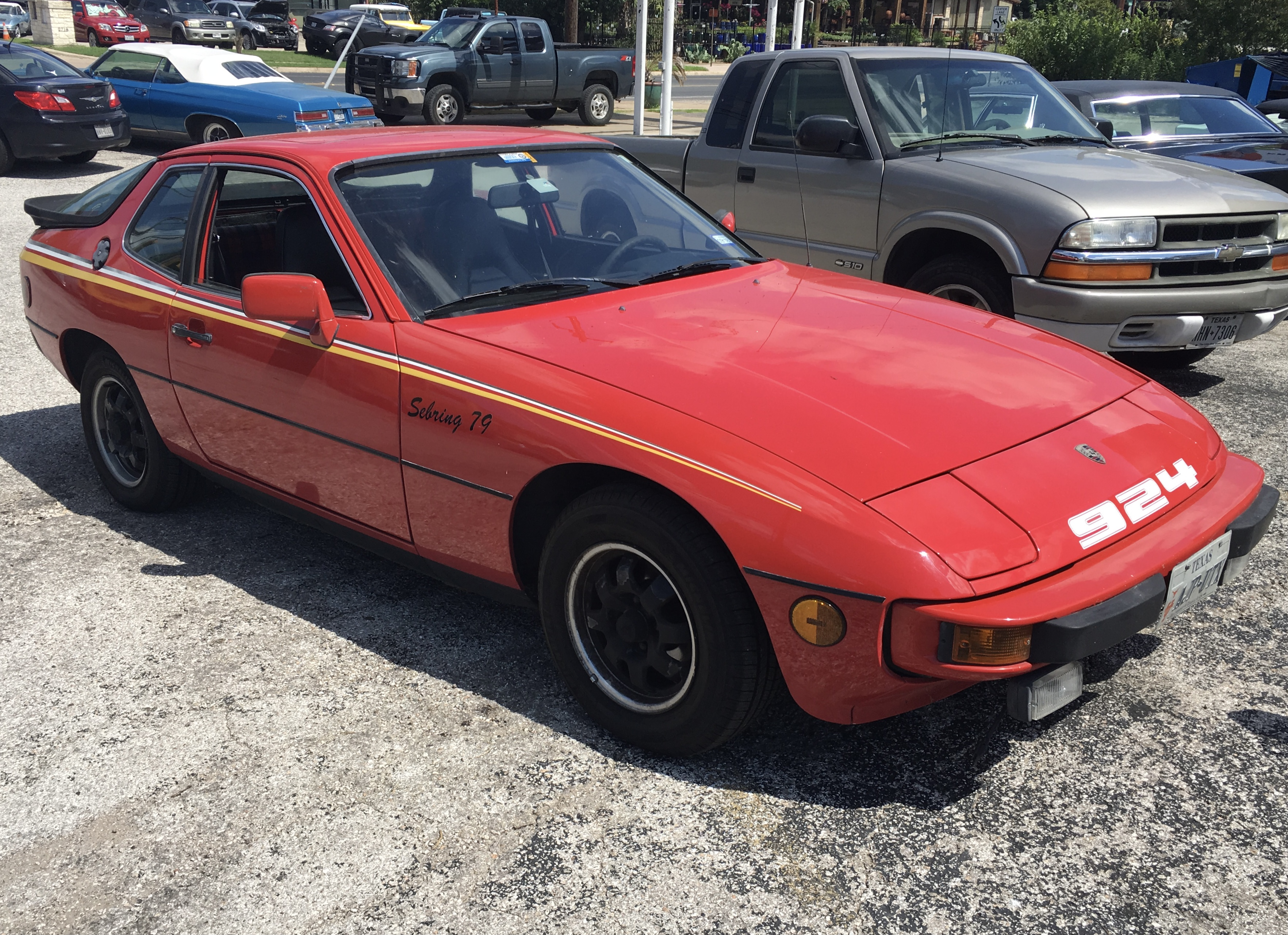
Porsche 924 Sebring 79

Az 1979-es sebringi 12 órás versenyen Porsche 935-tel aratott győzelemre emlékezve adta ki a Porsche a 924 Sebring változatot. Az autókat kizárólag az Egyesült Államokban árusították. Minden darab piros fényezéssel, Sebring '79 felirattal az elülső sárvédőkön, sárga-vörös-fekete-fehér, részben körbefutó csíkozással, az orron egy nagyméretű, fehér 924 feliratozással készült. Alapfelszereltségként fekete könnyűfém keréktárcsákkal, 185/70 HR 14 méretű abroncsokkal szállították. A belső tér fekete és piros-kék skótkockás kárpitozású. A négyküllős kormánykerék, illetve az ötfokozatú váltó az alapfelszereltség része volt, de felár ellenében választható volt hozzá háromfokozatú automata váltó is. Ezen kívül kivehető targatető, három hangszórós sztereóberendezés, fűthető, illetve elektromosan állítható külső tükrök, illetve ködfényszóró fokozta a kényelmet és a biztonságot.
A modellből összesen 1292 darab épült.

### 924 Le Mans (1980)

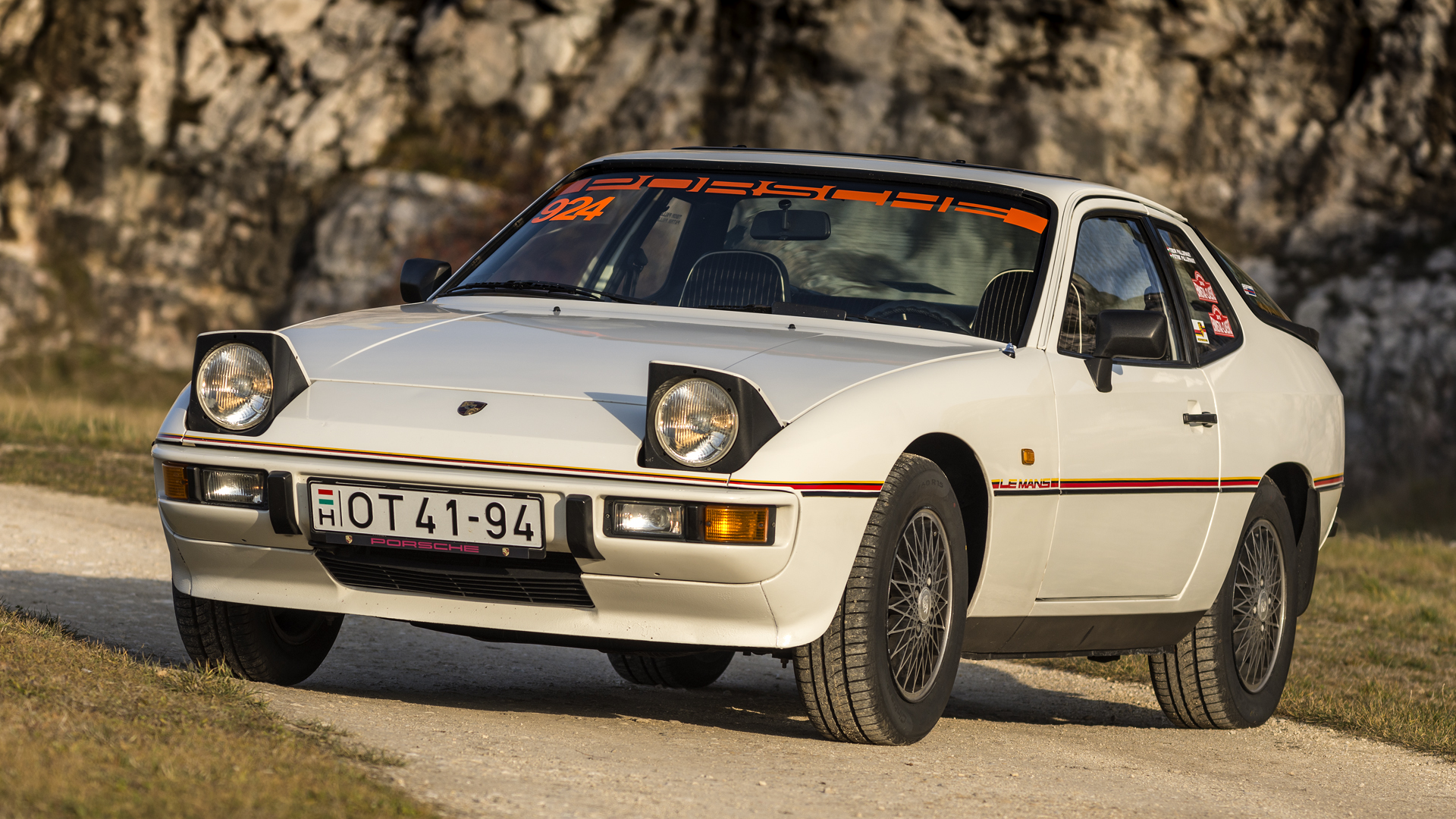
Porsche 924 Le Mans

Ez a különleges modell a Porsche Le Mans-i 24 órás autóversenyeken elért hatalmas sikerei előtti tisztelgés. Összesen 1002 darab (más források szerint 1030) épült a modellből, mindegyik alpesifehér színben, körbefutó sárga-fekete-vörös díszítő csíkkal, az első sárvédőkön ugyanilyen színű Le Mans felirattal. A modellen a 924 Turbo hátsó spoilere van, 6J×15-ATS Turbo-Look keréktárcsák, belül csíkos „Nadelstreifen” kárpitozású Turbo ülések fehér szegéllyel, 36 cm átmérőjű négyküllős bőrkormány, bőr váltógomb, az ajtóküszöbön fekete alapon fehér 924 felirat. A gépkocsihoz többféle extrát is lehetett rendelni, elektromos ablakot, elektromosan állítható külső tükröket, hátsó ablaktörlőt, fényszórómosót, légkondicionálót és kivehető targatetőt is. Jobbkormányos kivitelben 100 darab készült. Az alvázszámok WP0ZZZ92ZBN400051 és WP0ZZZ92ZBN4001163 közöttiek, de ezekből nem mindegyik Le Mans-példány, csak 1002 darab.
A gyűjtők körében a 924 Martini mellett ez a legkeresettebb modell.

### 924 Porsche 50 éves jubileumi modell (1981)
A Porsche cég 50 éves fennállása alkalmából adtak ki egy összesen 940 darabból álló sorozatot. A 940 darabból 600 volt 924-es, ezen kívül 140 darab 928-ast és 200 darab 911 SC-t is forgalomba hoztak 50 éves jubileumi modellként. A sorozatba tartozó kizárólag ónezüst fényezéssel, a 924 Turbo hátsó spoilerével, 6J×15 méretű ATS könnyűfém-keréktárcsákkal, 205/60-HR-15 méretű abroncsokkal árusították. A sötétített üvegezés és az elektromosan állítható, illetve fűthető külső tükrök a is felszereltség részét képezték. A belső felszereltség része volt a részben bőrkárpitozású sportülés fekete-ezüst csíkozású szövetbetéttel. Az első ülések fejtámlarészét Ferry Porsche aláírásával díszítették. A négyküllős bőrkormány, az elektromos ablak, a sztereóberendezés és kazettatároló is az alapfelszereltség része volt. A kivehető targatető felár ellenében választható tartozék volt a gépkocsikhoz.

### 924 Weissach (1981 – kizárólag USA-piac)
Ez a sorozat a Porsche AG Weissachban található fejlesztési központjáról kapta a nevét, és kizárólag az Amerikai Egyesült Államokban forgalmazták. A gépkocsik kizárólag platinafényezéssel, ATS könnyűfém-keréktárcsákkal, 205/60-HR-15 méretű abroncsokkal, megerősített kanyarstabilizátorokkal és KONI sport-lengéscsillapítókkal készültek. A hátsó ablakmosó és a 924 Turbo-ról származó hátsó spoiler is az alapfelszereltség része volt, ugyanúgy, mint az elektromosan állítható és fűthető külső visszapillantó tükrök, a kivehető targatető, a barna-bézs színű ajtó- és üléskárpitok, a háromküllős bőrkormány, a bőrváltógomb. Az alapfelszereltséghez tartozó elektromos ablakemelőkkel és a légkondicionáló berendezés miatt egy nagyobb teljesítményű – 63 Ah-s – akkumulátorral szállították a gépkocsikat. Összesen 400 darab készült a sorozatból. Az autókhoz a tulajdonosok egy A4-es formátumú, a sorozat darabszám-korlátozottságát igazoló oklevelet és egy, a konkrét autó futósorszámát és Ferry Porsche aláírását tartalmazó plakettet is kaptak.

### 924 Turbo (1984 – kizárólag olasz piac)
A széria 924 Turbo 1979-es bevezetése után három évvel a Porsche AG megjelentette a 924 Carrera GT alapjaiból fejlesztett Porsche 944-est, immáron saját tervezésű 2,5 l-es szívómotorral. Ennek a motornak a teljesítménye – a bevezetéskor 163 LE – megközelítőleg annyi volt, mint a 924 Turbo-nak, viszont a kiszélesített sárvédők sportosabb megjelenést kölcsönöztek a 944-esnek, mint a 924 Turbo-nak. Emiatt a 944-es olyan erős házon belüli konkurenciát jelentett a 924 Turbo-nak, hogy a modellvariáns a létjogosultságát vesztette, így abbahagyták a forgalmazását a világpiacon. A gyártást azonban nem állították le teljesen, mert a Porschénak nagyon fontos és jelentős olasz piacnak volt egy olyan sajátossága, hogy a 2000 cm3 feletti autókat nagyon magas adóval sújtották, így itt a 2,5 l-es motorral szerelt 944-essel nem tudott volna olyan eladási számokat produkálni a Porsche, mint a 2000 cm3 alatti 924 Turbo-val. Ezért az olasz piacot továbbra is ellátták 924 Turbo-val, a Porsche végül 1984-ben fejezte be végleg a 924 Turbo gyártását, az utolsó legyártott darab alvázszáma WP0ZZZ93EN100149.
1983 őszétől az olasz piacra gyártott utolsó 88 darab 924 Turbo-t különleges felszereltséggel, kizárólag ezüst fényezéssel, fekete műbőr belsővel szállították. Az üléseket antracit-borvörös színkombinációjú szövettel borították, és átlósan megjelenített borvörös PORSCHE feliratozással látták el.

### 924 S Exklusiv-Modell (1988)
A 924-es gyártási ciklusa végén egy exkluzív 924 S sorozatot adott ki a Porsche. Az autókat kétféle színben – alpesifehérben és feketében – lehetett rendelni. Jobbkormányos kivitelben is készült az angol piacra, ezek a többitől abban különböznek, hogy a fehér példányokon okkersárga-szürke, míg a fekete példányokon türkiz színű Le Mans felirat van az ajtókon. Ezek a modellek 924 S Le Mans-ként kerültek be a köztudatba.
Minden darab 2,5 l-es 160 lóerős motorokkal épült, az autó színére fényezett „telefontárcsa” dizájnú könnyűfém keréktárcsákkal, 10 mm-rel leültetett sportfutóművel, az autók színére festett oldalsó díszlécekkel, elektromosan hátratolható és kivehető targatetővel. A belső felszereltség része volt a 36 cm átmérőjű négyküllős bőrkormány, flanelkárpitozású ülések. Az autó ára 52 950 német márka volt, 250 darab került a német piacra, további 230 a világ többi részére, a legyártott 480 darabból 313 fekete, 167 pedig fehér fényezéssel került forgalomba. Az Amerikai Egyesült Államokban ezt a modellt megváltoztatott felszereltséggel 924 S Special Edition néven forgalmazták. A spanyol piacra szállított 30 darab (15 fehér, illetve 15 fekete fényezésű) gépkocsit „Spirit” megkülönböztető típusjelzéssel hozták forgalomba, illetve az ajtókon nincs „Le Mans” matrica – ezek a példányok ettől eltekintve az összes specifikációjukban megegyeznek a világ többi piacára szállított Porsche 924S Special Edition modellekkel.

### 924 S Special Edition (1988 – kizárólag USA-piac)
A 924 S Exklusiv-Modell némileg megváltoztatott felszereltségű, kizárólag az Egyesült Államokban forgalmazott változata volt. Kizárólag fekete színben, a 924 S Exklusiv-Modell-hez képest kevesebb extrával volt kapható. A pluszfelszereltség a sportfutóműre és a bordó-szürke flanelkárpitozásra korlátozódott. A korabeli reklámban a Porsche a kiemelt sportossággal magyarázta az alacsonyabb felszereltséget.
„Elhagyjuk az elektromos ablakemelőt, a kazettatartót, az elektromos tükröket, hogy még több örömöt adjon a 924 S agilitása.”
Összesen 500 darabot gyártottak le ebből a sorozatból.

### Egyéb különleges sorozatok
A Porsche 924-esből a cikkben felsoroltakon kívül még számtalan kisszériás kivitelt készítettek, a teljesség igénye nélkül ilyen például az 1978-ban 30 példányban legyártott Swiss Special, amit a svájci Porsche importőr 30 éves fennállása alkalmából készítettek, és kizárólag Svájcban forgalmaztak, az 1983-ban Kenwood részére promóciós céllal gyártott 25 darabos Porsche 924 Kenwood, amelyeken egy francia csapat a Kenwood KRC 500 L hangrendszer beépítését hajtotta végre, vagy a 924 Turbo bevezetéskor 1979 nyarán az Amerikai Egyesült Államok piacán történő népszerűsítéshez legyártott 600 darabos Porsche 924 Turbo Einführungsmodell.
1988-ban – az utolsó gyártási évben – a gyár készített egy 25 darabos előszériát egy erősebb, 123 kW-os (164,9 LE-s), 2,7 l-es motorral és az aktuális 944-es műszerfalával – azért, hogy lehetséges legyen a későbbiekben légzsákkal is szállítani a modellt. Ezeknek a járműveknek körül-belül a felét töréstesztekre használták fel, a maradék néhány darabot gyári dolgozók vásárolhatták meg. Sorozatgyártásba nem került, a gyár ugyanebben az évben a 924-es modell gyártásnak beszüntetése mellett döntött.
A korlátozott darabszámú, különleges modellek a gyűjtők, oldtimer-rajongók körében keresettebbek és magasabb áron cserélnek gazdát, mint a normál gyártásból kikerült darabok.

## 924-es átépítések

### 924 rendőrautó

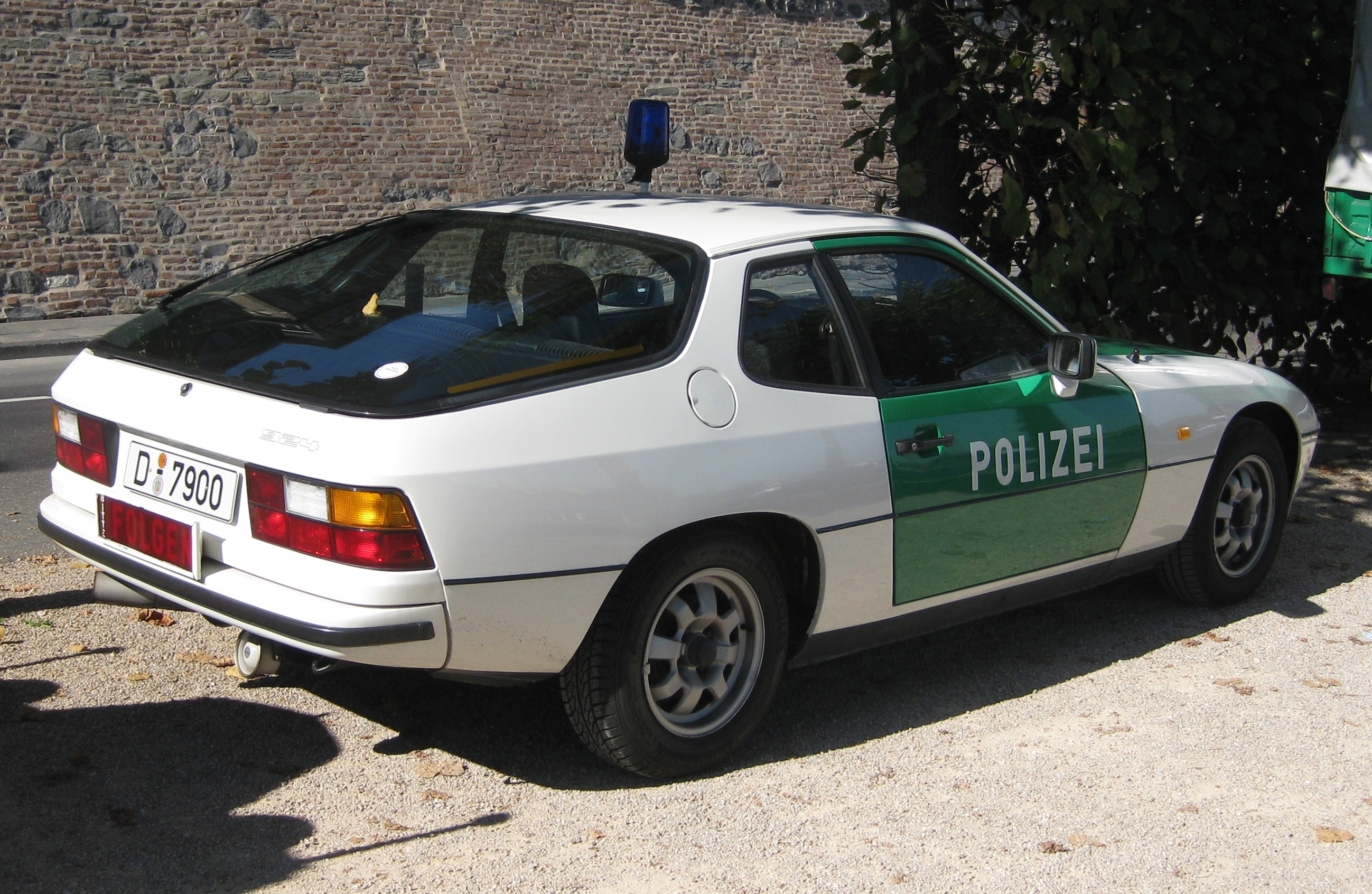
Porsche 924 rendőrségi autó

Az 1970-es évek végétől a '80-as évek közepéig az Észak-Rajna-Vesztfália-i és Baden-Württemberg-i autópálya-rendőrség több Porsche 924-est is szolgálatba állított. Az autók a jellegzetes zöld-fehér fényezést kapták, a tetőre a megkülönböztető jelzés kék-villogóját szerelték. Hátul a rendszám alatt egy piros, FOLGEN (kövess) feliratú felkapcsolható világítású tábla is helyet kapott. A gépjárművek már nincsenek aktív szolgáltban, néhány eredeti állapotában megőrzött, felújított példányt kiállításokon, találkozókon láthatunk. 1967-től a holland rendőrség is nagy számban használt különböző típusú Porschékat, többek között 924-est is.

### 924 Turbo Kombi
1981-ben a hannoveri Artz tuningcég egy kis darabszámú sorozatban kínált egy különleges, kombiváltozatú 924-est. Összesen 20 darab épült a 924 Turbo Kombiból, az autó alapját a 125 kW-os (170 LE-s) 924 Turbo adta. Az autó hátulja kombiként került átépítésre, az eleje pedig a 924 Carrera GT dizájnját követte. Az autó saját tömege 1305 kg, a 0–100 km/h-ra gyorsuláshoz 7,3 másodpercre volt szüksége. A különleges sportautó ára 62 780 német márka volt.

### Bieber kabrió
Az 1970-es '80-as években több átépítő cég is készített a Porsche 924 alapjaira nyitott változatot. A borkeni székhelyű Bieber Cabriolet GmbH változata a legismertebb ilyen jellegű átalakítás. Az autókat nem kész állapotban lehetett vásárolni a Biebernél, hanem a 924 tulajdonosok kérhették autójuk átépítését. Az átépítőszettért a 80-as években 3950 német márkát, míg ha a megrendelő előkészítő átépítést rendelt a Biebertől, akkor 4950 német márkát kellett fizetni munkadíjként. A teljes, kész átalakítás anyagköltséggel, munkadíjjal együtt pedig 7950 német márkába került.

## Versenysport
A Porsche 924 GT alapjaira három versenyváltozatot épített a modell története során a gyár, 1980-ban a 924 Carrera GTP Typ 939-et, 1981-ben pedig a 924 Carrera GTR Typ 939-et és a 924 Carrera GTS Typ 937-et. A versenysport célra készült autókat alacsony darabszámban készítették, néhánydarabos mennyiséget a nagyközönség számára is elérhetővé tett a gyár.

### 924 Carrera GTP Typ 939 (1980)

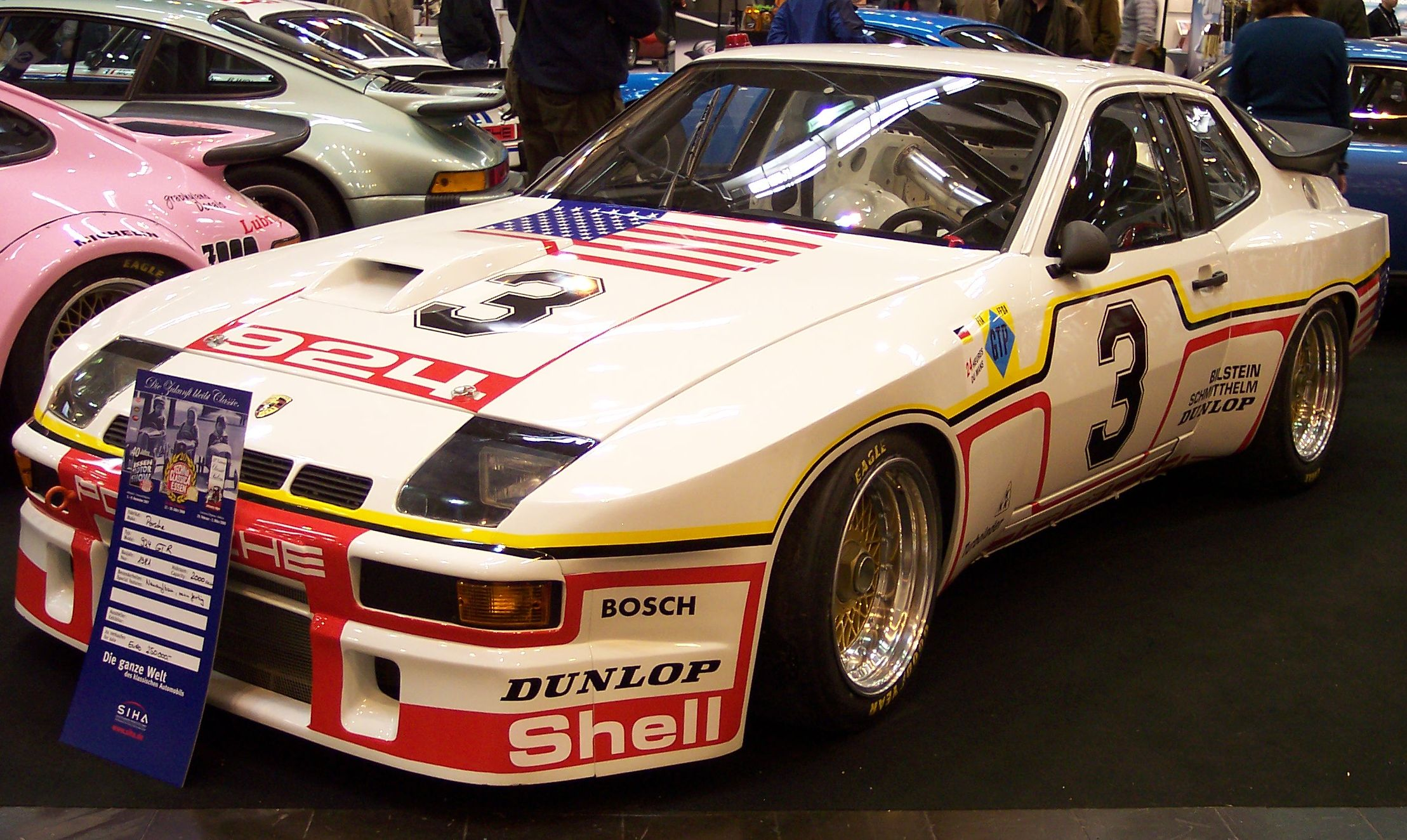
Porsche 924 GTP

A Carrera GTP a 924-es versenyváltozata, amit a gyár kifejezetten a Le Mans-i 24 órás autóversenyre tervezett. A fejlesztés alapjait a Carrera GT adta a 2.0l-es turbómotorral. Változatlan löketérfogat mellett a feltöltési nyomás megnövelésével a teljesítményt 235 kW-ra (320 LE-re) növelték, amit 7000 1/min-es fordulatszámon adott le a motor. Azért, hogy a motor a megnövekedett teljesítmény ellenére tartós üzemben is megbízhatóan teljesítsen, a sűrítési arányt 8,5:1-ről 7,1:1-re csökkentették.
A Carrera GTP karosszériája 10 mm-rel szélesebb és 14 mm-rel hosszabb volt a Carrera GT-énél. A leglátványosabb különbség a nagyobb hátsó spoileren és a szélesebb hátsó sárvédőkön figyelhető meg. A karosszéria egy új technológiai eljárásnak köszönhetően kétszer olyan merev volt, mint a Porsche 935 esetében. A versenyautó össztömege 930 kg. Ezt a karosszériaformát használták fel az 1981-ben bevezetett Porsche 944 tervezésekor. A 924 Carrera GTP-vel akart a Porsche tapasztalatokat szerezni a Sports Car Club of America által szervezett versenyek szabályrendszerében, mert a jövőben részt szándékozott venni az SCCA-versenyeken.
Az 1980-as Le Mans-i 24 órás versenyen a Jürgen Barth és Manfred Schurti vezette 924 Carrera GTP az összesítettben 6. helyen, a GTP osztályban a 3. helyen végzett. A másik két induló Carrera GTP a 12. és 13. helyet szerezte meg. A Carrera GTP-t ezután nem indították több versenyen. 1981-ben a Porsche a Carrera GTP karosszériájába 944-es 2,5l-es turbófeltöltéses motort épített, ami 301 kW-ot (410 LE-t) teljesített 6500 1/min-nél. Ezzel a Porsche 944 GTR „Le Mans”-ként közismertté vált autóval a Le Mans-i 24 órás autóversenyen összesítettben a 7. helyet sikerült elérni.

### 924 Carrera GTR Typ 939 (1981)

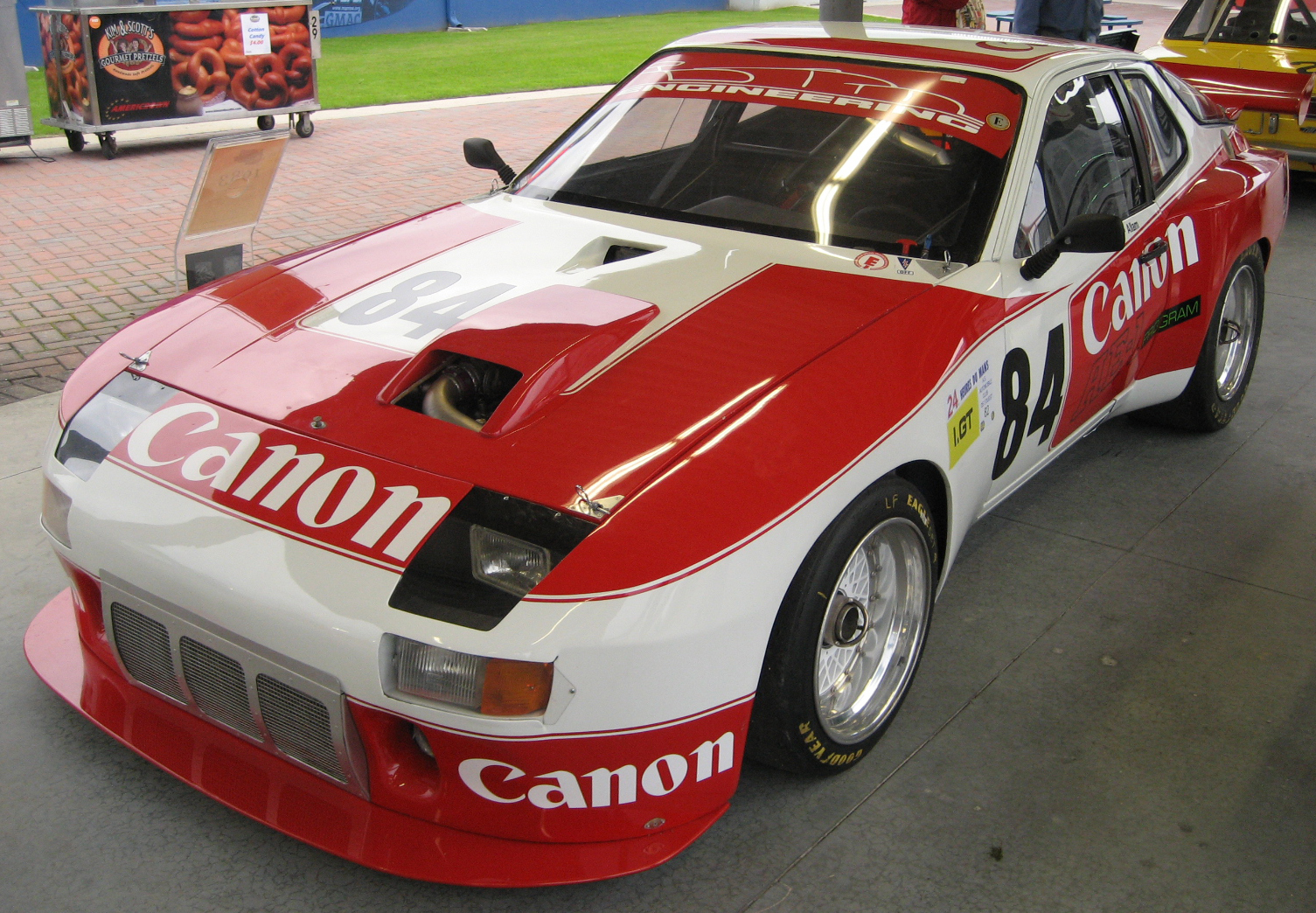
Porsche 924 Carrera GTR

Az 1981-ben megjelent Carrera GTR a Carrera GTP alapjaira épült. Ugyanúgy 2.0 l-es turbómotorja volt, ami ebben a változatban 276 kW-ot (375 LE-t) teljesített 6500 1/min-nél. A tizenkilenc legyártott darab karosszériája részben különbözött a Carrera GTP-től. A hátsó sárvédő-szélesítés nem meredek szögben találkozik a sárvédővel, hanem a 944-eshez hasonlóan a sárvédő része.
A Porsche egy Carrera GTR-t indított az 1981-es Le Mans-i 24 órás versenyen. A Manfred Schurti és Andy Rouse által vezetett autó egy szelepleszakadás ellenére három hengerrel is az összetett 11. helyen végzett a versenyben, és az IMSA GTO-ban kategóriagyőzelmet aratott.
Ezen kívül magáncsapatok is használtak Carrera GTR-t az 1981-es és 1982-es sportautó-világbajnokságon.

### 924 Carrera GTS Typ 937 (1981)

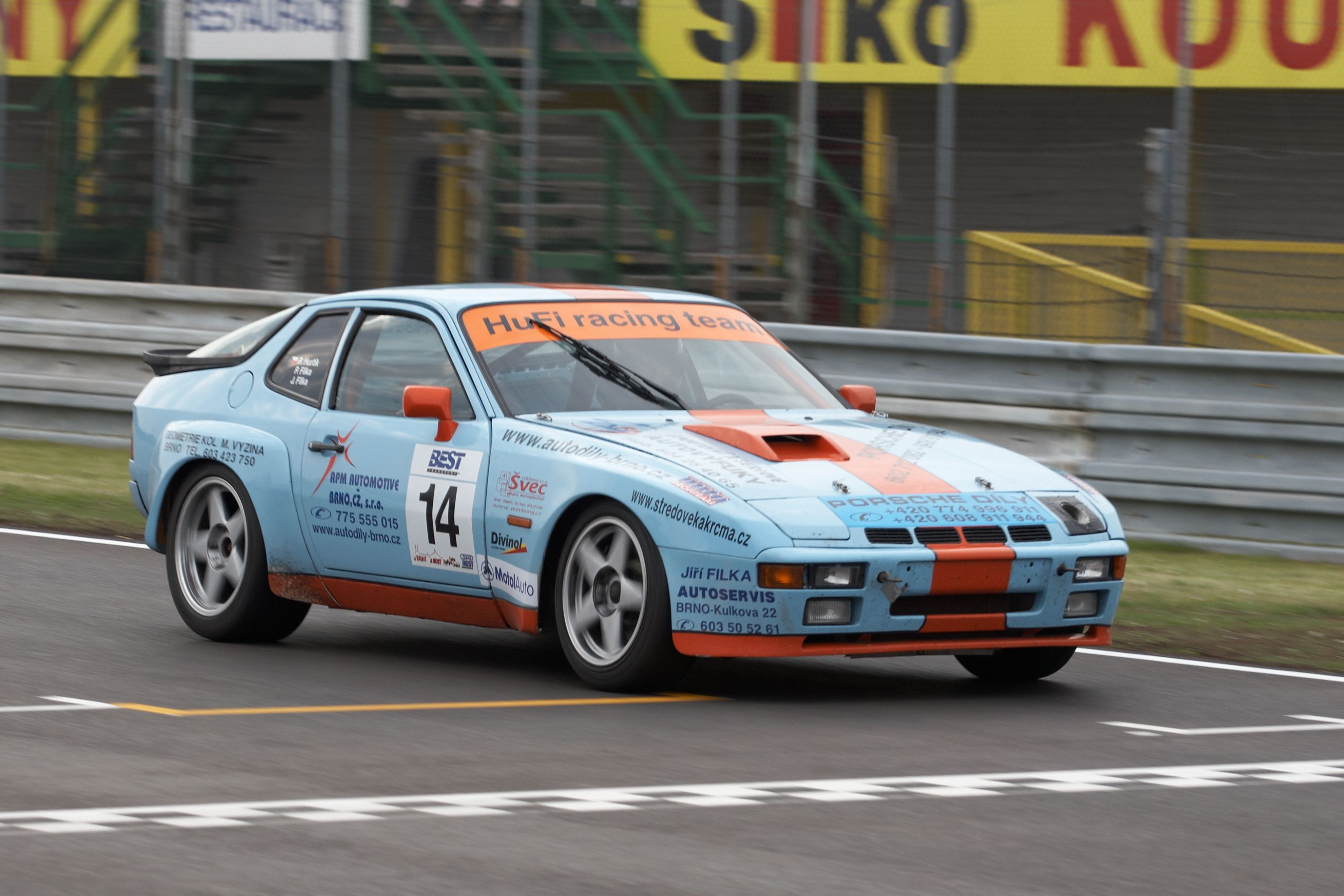
Porsche 924 Carrera GTS

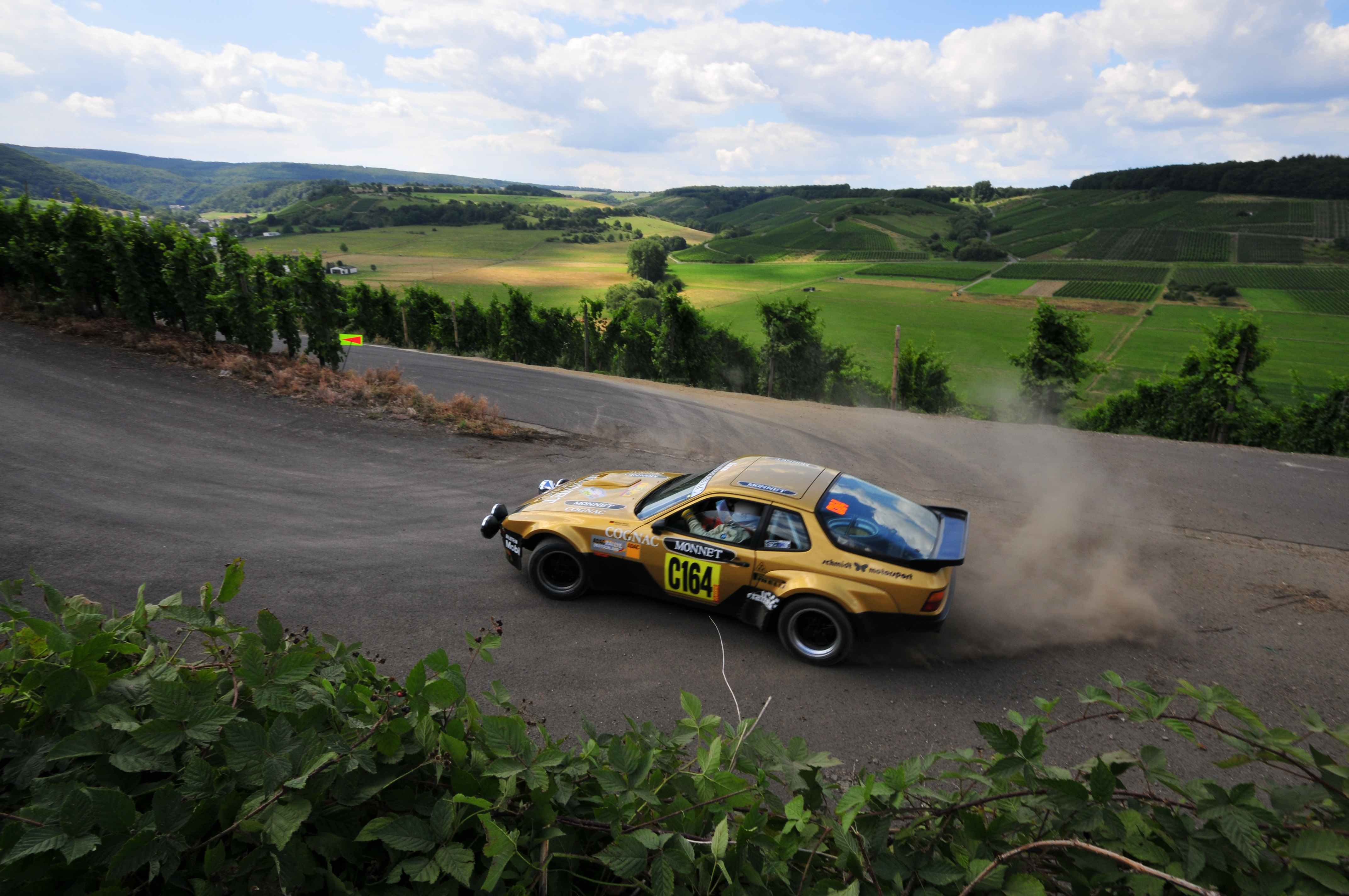
Walter Röhrl 1981-es Porsche 924 GTS-e a 2008-as Rallye Deutschland versenyen

A Carrera GTS a Carrera GT alapjaira épülő versenyautó, amelyet privátcsapatok, illetve magánemberek számára fejlesztettek. Ahogyan a GTP és a GTR esetében, itt is a 2.0 l-es turbófeltöltéses négyhengeres volt a versenyautó erőforrása. A sűrítési arány 8,0:1 volt, a turbónyomást pedig 0,75 barról 1,0 barra emelték. Ezzel a motor 180 kW-ot (245 LE-t) teljesített 6250 1/min-nél.
A tömeget mintegy 50 kg-mal 1121 kg-ra sikerült csökkenteni. A tömegcsökkentésnek áldozatul estek a zajcsillapító anyagok, az autóban csak egy egyszerű filcburkolat volt, a szabványülések helyett pedig a 935-ös versenyüléseit szerelték be. Kívánságra a Carrera GT belsejével is választható volt a jármű. Az ajtók, a motorháztető, az első lökhárító és a sárvédők üvegszál-erősítésű műanyagból készültek. A rejtett fényszórók helyére – átlátszó plexiburkolat alá – fix lámpák kerültek.
Olyan komfortcsomag is választható volt, ami az elektromos ablakemelőt, a Carrera GT sportülését és sztereóberendezést tartalmazott. A kerekek – elöl 7J×16-os, hátul 8J×16-os keréktárcsák –, illetve a fékek a Porsche 911 Turbo-ról származtak.
Az autó ára 110 000 német márka volt, amivel a legdrágább sorozatgyártású Porsche volt.
A Porsche – korlátozott darabszámban – a Carrera GTS-ből kínált egy Carrera GTS CS – Club Sport – változatot is. Az autó tömegét további 50 kg-mal, 1060 kg-ra csökkentették, a töltőnyomást 1,1 barra emelve érték el a 199 kW-os (270 LE-s) teljesítményt. A futóművet alacsonyabbra ültették, és mindkét oldalra aerodinamikai szempontból optimalizált külső visszapillantó tükröket szereltek. A biztonsági berendezések közé tartozott a hatpontos biztonsági öv, a beépített tűzoltó berendezés és egy elektronikai vészkapcsoló.
Az elkészült 59 darab jármű mindegyike – egyetlenegy fehér példány kivételével – vörös színű volt, az 59-ből 44 standard változat, míg 15 példány Club Sport változat. Az autók megkapták a  TÜV műbizonylatot, így közúti forgalomban is részt vehettek.
A 924 Carrera GTS alapjaiból Group 4-es raliautót is építettek, és körpályás versenyeken is szerepeltették. Privátcsapatok is használtak 924 Carrera GTS versenyautót a sportautó világbajnokságon, például az 1983-as 1000 km-es Nürnburgringi autóversenyen.
1981-ben a Walter Röhrl vezette és Christian Geistdörfer navigálta 924 Carrera GTS a Monnet-Porsche-Team kereteiben több nemzetközi raliversenyen is részt vett. A Német Ralibajnokság második futamán, a Metz-Rallye-n debütált az autó, és a második helyet sikerült vele megszerezni. Az ezt követő Hessen-Rallye-n, a Vorderpfalz-Rallye-n és a Sachs-Rallye-n pedig győzelmet aratott a csapat az autóval.

### A versenysport változatok technikai adatai
A Porsche 924-es versenyváltozatait az alábbi technikai paraméterekkel gyártották.
| Motor:                          | 4 hengeres soros elrendezésű motor turbófeltöltéssel (Typ: M31/70)   | 4 hengeres soros elrendezésű motor turbófeltöltéssel (Typ: M31/70)   | 4 hengeres soros elrendezésű motor turbófeltöltéssel (Typ: M31/70)   | 4 hengeres soros elrendezésű motor turbófeltöltéssel (Typ: M31/70)   |                                                                   |                                                                   |
| Lökettérfogat:                  | 1984 cm³                                                             | 1984 cm³                                                             | 1984 cm³                                                             | 1984 cm³                                                             |                                                                   |                                                                   |
| Furat x löket:                  | 86,5 × 84,4 mm                                                       | 86,5 × 84,4 mm                                                       | 86,5 × 84,4 mm                                                       | 86,5 × 84,4 mm                                                       |                                                                   |                                                                   |
| Teljesítmény 1/min-nél:         | 180 kW (245 LE) 6250                                                 | 199 kW (270 LE) 6500                                                 | 235 kW (320 LE) 7000                                                 | 276 kW (375 LE) 6500                                                 |                                                                   |                                                                   |
| Max. forgatónyomaték 1/min-nél: | 335 Nm 3000                                                          | 335 Nm 5500                                                          | 383 Nm 4500                                                          | 405 Nm 5600                                                          |                                                                   |                                                                   |
| Sűrítési arány:                 | 8,0:1                                                                | 8,0:1                                                                | 7,1:1                                                                |                                                                      |                                                                   |                                                                   |
| Vezérlés:                       | egy darab felülfekvő vezérműtengely (SOHC)                           | egy darab felülfekvő vezérműtengely (SOHC)                           | egy darab felülfekvő vezérműtengely (SOHC)                           | egy darab felülfekvő vezérműtengely (SOHC)                           |                                                                   |                                                                   |
| Hűtés:                          | vízhűtés                                                             | vízhűtés                                                             | vízhűtés                                                             | vízhűtés                                                             |                                                                   |                                                                   |
| Nyomatékváltómű:                | 5 fokozatú, kézi kapcsolású, olajhűtéssel                            | 5 fokozatú, kézi kapcsolású, olajhűtéssel                            | 5 fokozatú, kézi kapcsolású, olajhűtéssel                            | 5 fokozatú, kézi kapcsolású, olajhűtéssel                            |                                                                   |                                                                   |
| Hajtás:                         | hátsókerék-hajtás                                                    | hátsókerék-hajtás                                                    | hátsókerék-hajtás                                                    | hátsókerék-hajtás                                                    |                                                                   |                                                                   |
| Fékek:                          | elöl, hátul belsőhűtésű tárcsafék                                    | elöl, hátul belsőhűtésű tárcsafék                                    | elöl, hátul belsőhűtésű tárcsafék                                    | elöl, hátul belsőhűtésű tárcsafék                                    |                                                                   |                                                                   |
| Kerékfelfüggesztés elöl:        | McPherson-rugóstag keresztlengőkarral                                | McPherson-rugóstag keresztlengőkarral                                | McPherson-rugóstag keresztlengőkarral                                | McPherson-rugóstag keresztlengőkarral                                | McPherson-rugóstag keresztlengőkarral                             | McPherson-rugóstag keresztlengőkarral                             |
| Kerékfelfüggesztés hátul:       | keresztlengőkaros, torziós rugóval, teleszkóp-lengéscsillapítóval    | keresztlengőkaros, torziós rugóval, teleszkóp-lengéscsillapítóval    | keresztlengőkaros, torziós rugóval, teleszkóp-lengéscsillapítóval    | keresztlengőkaros, torziós rugóval, teleszkóp-lengéscsillapítóval    | keresztlengőkaros, torziós rugóval, teleszkóp-lengéscsillapítóval | keresztlengőkaros, torziós rugóval, teleszkóp-lengéscsillapítóval |
| Karosszéria:                    | önhordó acélkarosszéria, elöl és hátul műanyag sárvédő-szélesítéssel | önhordó acélkarosszéria, elöl és hátul műanyag sárvédő-szélesítéssel | önhordó acélkarosszéria, elöl és hátul műanyag sárvédő-szélesítéssel | önhordó acélkarosszéria, elöl és hátul műanyag sárvédő-szélesítéssel |                                                                   |                                                                   |
| Nyomtáv elöl/hátul:             | 1475/1481 mm                                                         | 1475/1481 mm                                                         | 1534/1503 mm                                                         | 1534/1503 mm                                                         |                                                                   |                                                                   |
| Tengelytáv:                     | 2400 mm                                                              | 2400 mm                                                              | 2400 mm                                                              | 2400 mm                                                              |                                                                   |                                                                   |
| Gumik/keréktárcsák:             | E: 205/55 VR16 7J × 16 H: 225/50 VR16 8J × 16                        | E: 225/50 VR16 8J × 16 H: 225/50 VR16 8J × 16                        | E: 275/? VR16 ?J × 16 H: 300/? VR16 9J × 16                          | E: 275/? VR16 ?J × 16 H: 300/? VR16 9J × 16                          |                                                                   |                                                                   |
| Méretek H × Sz × M:             | 4244 × 1745 × 1275 mm                                                | 4244 × 1745 × 1275 mm                                                | 4244 × 1745 × 1270 mm                                                | 4244 × 1745 × 1270 mm                                                |                                                                   |                                                                   |
| Üres tömeg (önsúly)::           | 1121 kg                                                              | 1060 kg                                                              | 930 kg                                                               | 930 kg                                                               |                                                                   |                                                                   |
| Végsebesség:                    | 250 km/h                                                             | 260 km/h                                                             | kb. 293 km/h                                                         | kb. 293 km/h                                                         |                                                                   |                                                                   |
| Gyorsulás 0–100 km/h:           | 6,2 s                                                                | 5,2 s                                                                |                                                                      |                                                                      |                                                                   |                                                                   |

### Eredmények 1980 és 1984 között
1980
1981
1982
1983
1984

## A 924-es szerepe a Porschénál
A Porsche 924 már a bevezetésekor nagyon jól szerepelt, 1976 végére az összes azon évben eladott Porsche 48%-a 924-es volt. 1977-re a Porsche 26 000 eladott autóval eladási rekordot ért el. 1978 áprilisára már 50 000 eladott autónál tartott a cég. Az új, viszonylag olcsó modell segített a Porschénak túlélni az 1973-as olajválság okozta gazdasági krízist.
A nagyon sikeres eladások ellenére az autónak nem sikerült elkerülnie, hogy a köznyelv „háziasszony-Porschénak” vagy „Audiporschénak” nevezze, amiért a nagy részben a Volkswagen konszernből származó alkatrészekből épült. Annak ellenére, hogy a 924 Turbo-nál vagy a 924 S-nél már számos saját Porsche fejlesztésű fődarabot alkalmaztak, a közvélemény nem tekintett rá „vegytiszta” Porscheként.
A 944-es utódmodell 1981-es bevezetésekor a 924-es eladásai jelentősen csökkentek, 1982-ben már csak 11 720 darabot értékesítettek belőle. A következő évre ez a szám mintegy a felére – 5980-ra esett vissza. Ezzel szemben a 944-es eladásai a debütálás évében eladott 3880 darabról a következő évre 14 550-re ugrottak. A '80-as évek közepétől a végéig a 924/944-es sorozat eladásai drámaian csökkentek – 1986-tól 1989-ig a kezdeti időszak 30 600-as darabszámáról 7780-ra estek vissza az eladások. 1988-ban – a 924-es piacra kerülése óta először – több 911-es fogyott, mint 924/944. Ez a trend a további években megmaradt, 1988-ban a 924-es gyártását befejezték, majd három évvel később a 944-esét is.
Az 1976 és 1988 közötti időszakban összesen 150 684 darab Porsche 924-es készült.

## Fordítás
- Ez a szócikk részben vagy egészben  a   Porsche 924 című német Wikipédia-szócikk ezen változatának fordításán alapul.  Az eredeti cikk szerkesztőit annak laptörténete sorolja fel. Ez a jelzés csupán a megfogalmazás eredetét és a szerzői jogokat jelzi, nem szolgál a cikkben szereplő információk forrásmegjelöléseként.